# سكك حديد لاتفيا
شركة سكك حديد لاتفيا Latvian Railway (باللاتفية: Latvijas dzelzceļš)‏ تأسست في 2 سبتمبر 1991. وتعتبر وريثة شركة سكك حديد دولة لاتفيا (باللاتفية: Latvijas valsts dzelzceļi)‏ وهي الشركة التي تأسست في 5 أغسطس 1919 وحلت بعد الاحتلال السوفييتي للاتفيا في عام 1940.
وهي شركة مملوكة للدولة بنسبة 100% من أسهمها. ومالك الأسهم الوحيد في الشركة هو وزارة النقل.
وتدير الشركة البنية التحتية العامة للسكك الحديدية في لاتفيا. وتوفر الشركة البنية التحتية العامة للسكك الحديدية، ومشغل مرافق الخدمة (التعامل مع تجميع عربات الشحن، وصيانة العربات وفحصها، وصيانة وتطوير محطات وتوقفات الركاب)، وتوزيع الكهرباء والتجارة، وتأجير العقارات، وتكنولوجيا المعلومات، والاتصالات الإلكترونية، بالإضافة إلى خدمات أخرى.
تدير الشركة أيضًا متحف تاريخ السكك الحديدية في لاتفيا، والذي يضم معارض في كل من ريغا ويلغافا.

## روابط خارجية
- الصفحة الرئيسية للشركة